# 羊士諤
羊 士諤（よう しがく、756年 - ?）は、中国・唐の詩人。本貫は泰山郡梁父県。

## 略歴
貞元元年（785年）の進士。順宗のとき宣州巡官となったが、短気な性格で、権臣の王叔文に逆らい、汀州寧化県の尉に左遷された。元和初年（807年頃）、宰相の李吉甫の推薦で監察御史に任ぜられたが、また宰相と衝突し、資州刺史に左遷された。
現在『羊士諤詩集』一巻が残っている。